# 新烏格魯濟克
51°19′7″N 23°40′24″E / 51.31861°N 23.67333°E
新烏格魯濟克（烏克蘭語：Новоугрузьке），是烏克蘭的村落，位於該國西部沃倫州，由科韋利區負責管轄，面積0.7平方公里，海拔高度169米，2001年人口194，人口密度每平方公里277.14人。